# Stanovništvo Cipra
Stanovništvo Cipra uglavnom je podijeljeno u dvije glavne etničke zajednice, ciparske Grke i ciparske Turke, koji dijele mnoge kulturne karakteristike, ali održavaju različite identitete temeljene na etničkoj pripadnosti, vjeri, jeziku i bliskim vezama s Grčkom i Turskom. Prije nego što je spor započeo 1964. godine, narodi Cipra bili su raspršeni po cijelom otoku (tada 77,1% Ciprana govorilo je grčki, 18,2% Ciprana govorili su turski, <5% ostalih zajednica, primarno: Armenci, Maroniti i ostali Libanonci)
Turska invazija na Cipar 1974. de facto je podijelila otok na dva politička područja: 99,5% ciparskih Grka sada živi u slobodnim područjima Republike Cipar, dok 98,7% ciparskih Turaka živi u sjevernim područjima Cipra koji su samoproglašeni kao druga država koju nije priznala niti jedna država osim Turske (99,2% drugih nacionalnosti živi u područjima ciparskih Grka u središtu, zapadu, istoku i jugu). Grčki i ciparski dijalekt pretežno se govore na istoku, zapadu, jugu i u središtu, gdje većinu čine ciparski Grci, a turski na sjeveru, gdje većinu čine ciparski Turci. Engleski je u širokoj upotrebi na cijelom otoku, kao zajednički jezik.
Ukupna populacija Cipra na kraju 2006. bila je nešto više od 1 milijuna, uključujući 789.300 na teritoriju pod kontrolom vlade Republike Cipar i 294.406 u sjevernim područjima Cipra. Stanovništvo sjevernih područja Cipra povećalo se nakon imigracije 150.000-160.000 stanovnika Turske s kopna, za koje je UN potvrdio da su stigli ilegalno.[6] Na temelju toga, Vlada Republike Cipar ne uključuje ovu skupinu u statistiku stanovništva Statističke službe Republike Cipar.